# Naalakkersuisut
Naalakkersuisut è il governo della Groenlandia, una "nazione costituente autonoma" (in lingua danese: land) del Regno di Danimarca. 
Il governo si inserisce in un sistema parlamentare di democrazia rappresentativa, in cui il Primo ministro della Groenlandia è il capo del governo in un sistema multipartitico. Il potere esecutivo viene esercitato dal governo, mentre quello legislativo viene esercitato sia dal governo che dal Parlamento "Inatsisartut". 
La Groenlandia gode di piena autonomia su gran parte delle materie, ad eccezione delle politiche e delle decisioni che coinvolgono la regione, tra cui i negoziati con i parlamenti locali e il Folketing.

## Potere esecutivo
Il potere esecutivo risiede in un alto commissario, e il Primo ministro presiede il gabinetto. L'alto commissario viene nominato dal monarca (Federico X), ed il primo ministro viene eletto indirettamente dal parlamento ogni quattro anni.

### Gabinetto
Il Naalakkersuisut è suddiviso in diverse aree di responsabilità, ognuna diretta da un Naalakkersuisoq (ministro), con poteri corrispondenti a quelli di un ministro o segretario di governo.